# Osphronemus
Chi cá tai tượng (Danh pháp khoa học: Osphronemus) là một chi cá trong họ cá Osphronemidae phân bố ở Đông Nam Á trong khu vực sông Mê Kông. Nhiều loài cá trong chi này có giá trị và dùng làm cảnh, chẳng hạn như loài cá tai tượng và cá hồng kỳ hay cá tai tượng đuôi đỏ.
==Các loài== [[
- Osphronemus exodon T. R. Roberts, 1994
- Osphronemus goramy Lacépède, 1801 Cá tai tượng
- Osphronemus laticlavius T. R. Roberts, 1992
- Osphronemus septemfasciatus T. R. Roberts, 1992

## Cá hồng kỳ
Cá tai tượng đuôi đỏ còn gọi là cá hồng kỳ phát tài là loài mới (Roberts, 1992), được tách ra từ Osphronemus goramy Lacepède, 1801 chúng có hình dáng giống cá phát tài thông thường nhưng nhờ cá những vây kỳ ánh màu đẹp nổi bật hơn nên hồng kỳ phát tài được đánh giá là quý hiếm hơn và được ưa chuộng hơn. Cá nuôi chung với cá rồng, hoặc nuôi chung với cá phát tài